# 圣维特 (洛特-加龙省)
圣维特（法語：Saint-Vite，法語發音：[sɛ̃ vit]）是法国洛特-加龙省的一个市镇，属于洛特河畔新城区。

## 地理
圣维特（44°28'25"N, 0°56'25"E）面积5.47 平方千米，位于法国新阿基坦大区洛特-加龍省，该省份为法国西南部内陆省份，北起多爾多涅省，西接吉倫特省和朗德省，南至热尔省，东临塔恩-加龙省和洛特省。
与圣维特接壤的市镇（或旧市镇、城区）包括：蒙桑普龙-利博斯、孔德宰格、菲梅勒、蒙泰拉勒、特朗泰勒、圣乔治。

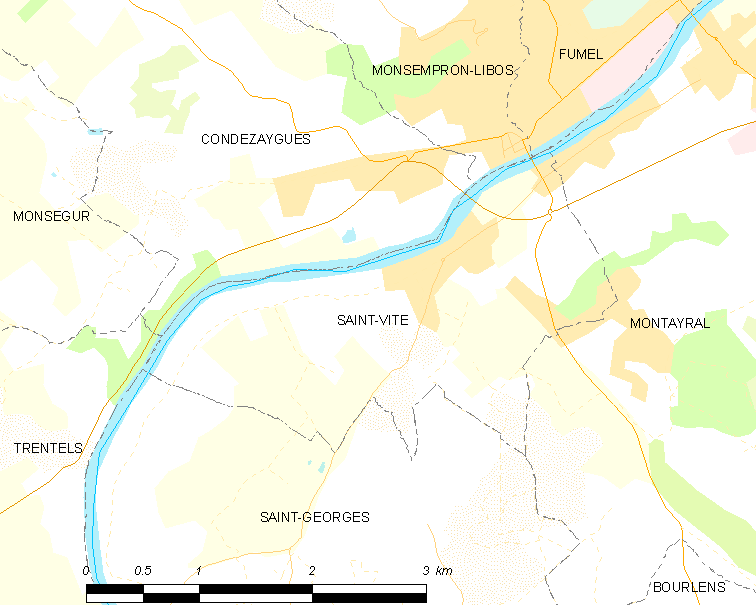
的OSM定位图

圣维特的时区为UTC+01:00、UTC+02:00（夏令时）。

## 行政
圣维特的邮政编码为47500，INSEE市镇编码为47283。

## 政治
圣维特所属的省级选区为勒菲梅卢瓦县。

## 人口

1962-2008年间人口变化图示

圣维特于2022年1月1日时的人口数量为1187人。